# Borstbeeld P.C. Hooft
Het Borstbeeld P.C. Hooft is een artistiek kunstwerk in Amsterdam-Zuid.
Het borstbeeld werd op verzoek van de gemeente Amsterdam gemaakt door beeldhouwer Frits Sieger. Amsterdam vierde de 300ste verjaring van de sterfdag van Pieter Corneliszoon Hooft met een grootse herdenking met allerlei culturele activiteiten. Een daarvan was de onthulling van het borstbeeld op 21 mei 1947. Daartoe had Sieger het beeld uitgewerkt nadat hij eerst een proefexemplaar had gemaakt in klei. Het uiteindelijke beeld is van Frans kalksteen. Volgens een recensie uit die tijd betrof het een geïdealiseerd beeld van de schrijver P.C. Hooft met een hoofd met puntbaardje met een kanten kraag. Sieger liet zich vermoedelijk inspireren door een portret van Hooft door Michiel van Mierevelt. Het geheel bestaat uit een zuil (sokkel) van 1,70 meter hoog; de buste zelf is 75 cm hoog. Het beeld staat aan de Stadhouderskade (huisnummer 41) ter hoogte van de P.C. Hooftstraat en Jan Luijkenstraat. De onthulling werd verricht door nazaat Pieter Cornelis Hooft van Woudenberg, dan vijf jaar oud, waarbij burgemeester Arnold d'Ailly en Frits Sieger aanwezig waren en hielpen. Tegelijkertijd werd de P.C. Hooft-prijs ingesteld.

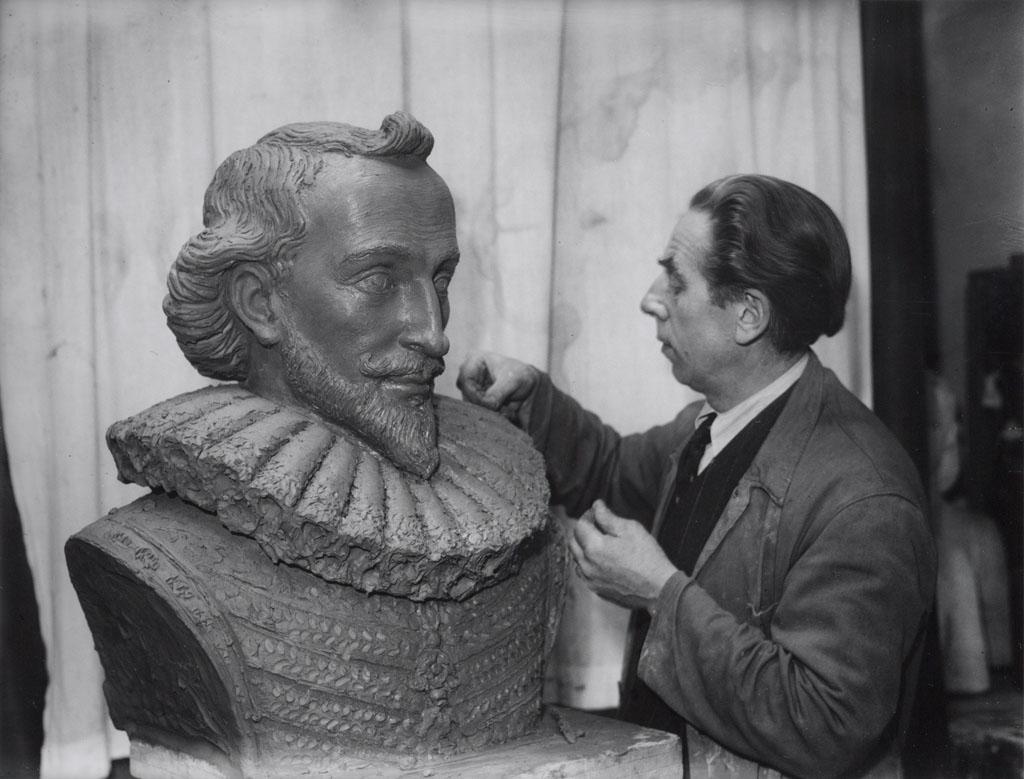
Sieger bezig met de buste (1947)